# Dave Kamien
David „Dave“ Kamien (geboren als David Leo Silverman, * 22. Juli 1928 in Schenectady, New York; † 11. März 2023 in Springfield (Missouri)) war ein US-amerikanischer Jazzmusiker (Piano, Komposition), Kopist und Dirigent, der lange Jahre in Deutschland arbeitete.

## Leben und Wirken
Kamien lernte als Kind Klavierspiel und gab mit 13 Jahren abendliche Klavierkonzerte in einem Restaurant in Mechanicville. Auf der Highschool, die er ab 1941 besuchte, setzte er seine musikalische Ausbildung fort, beherrschte bald mehrere Blechblasinstrumente (einschließlich dem Sousaphon) für die Band der Mechanicville High School und begann, Originalpartituren zu schreiben, eine Praxis, die er fast bis an sein Lebensende fortsetzte. Daves Eltern wollten, dass er Chemiker wird – sie kannten die Verbreitung des Antisemitismus in der Musikindustrie und dachten, dass eine wissenschaftliche Betätigung der sicherere Weg wäre. Doch Kamien zog die musikalische Ausbildung vor und besuchte ab 1945 die Eastman School of Music der University of Rochester. Nach seinem Abschluss im Hauptfach Komposition und im Nebenfach Dirigat 1949 gründete er mit Freunden aus Kindertagen, Chris Izzo und Cynthia Woodell, das Trio The Revelers, die die Vereinigten Staaten durchquerten, um in Veranstaltungsorten von Manhattan bis Minnesota zu spielen. In seinen frühen 20ern änderte Dave Silverman seinen Namen nach dem Vorbild seines Onkels, des Künstlers Harry Kamien, legal in den ursprünglichen Namen seiner Familie („Stein“ auf Polnisch).
Während Kamien eine Reihe von Gigs in Rochester (Minnesota) spielte, lernte er seine künftige Frau Evelyn Bridges kennen; das Paar zog darauf nach Chicago, wo sie 1955 heirateten. Nach seinem Umzug nach New York City lebten sie in den Sherman Square Apartments in der West 73rd Street von Manhattan, in der zu dieser Zeit auch Leonard Bernstein ein Studio hatte. Kamien setzte seine Studien am Mannes College of Music fort, unterrichtete Gesang an der New York City Opera und arbeitete als Kopist für Arnold Arnstein, um die Miete zu verdienen. Einer von seinen letzten Kopieraufträgen für Arnstein war die Originalpartitur seines Nachbarn Bernstein für die West Side Story. 1957 erhielt Kamien ein Fulbright-Stipendium, um an der Musikhochschule Köln zu studieren und zu unterrichten. Ein Teil von Daves Stipendium umfasste ein Studium und eine Assistentenstelle als Dirigent an der Oper der Stadt Köln. Dort arbeitete er unter Hans Knappertsbusch und Wolfgang Sawallisch, von denen er auch ausgebildet wurde.
Mitte der 1960er-Jahre machte sich Kamien selbstständig und erweiterte seine Tätigkeit um die Bereiche Komposition, Dirigat und Coaching. Er wurde bald ein gefragter Komponist von Musik für Werbespots, Fernsehsendungen und Filme; bis zu seinem Lebensende war er Mitglied der GEMA. U. a. schrieb er Musik für TV-Serien und Filme wie Tatort (Münchner Kindl, 1972), Die Kriminalerzählung (1970–1973) und Der Fall Eleni Voulgari (1971) unter der Regie von Nathan Jariv, des Weiteren für das Hörspiel Barbara König: Ich bin ganz Ohr unter Regie von Günther Sauer. Daneben verfolgte er auch eine Vielzahl von weiteren Projekten, u. a. mit Peggy March (Happy Birthday America!, 1976), die westdeutsche Erstaufführung von Kurt Weills Antikriegsmusical Johnny Johnson von 1936 und ein Album, das in Zusammenarbeit mit dem amerikanischen Musiker und Komponisten Moondog entstanden ist, Instrumental Music of Louis Hardin.
1976 wurde Kamien zum außerordentlichen Professor an der Essener Folkwang Musikhochschule (heute Folkwang Universität der Künste) ernannt. Mehrere seiner Schüler baten ihn, ihnen bei der Gründung einer Jazzcombo zu helfen; daraus hervor ging die Dave Kamien Division – eine sechzehnköpfige Jazz/Rock/Soul-Band. Die Gruppe wurde schnell populär, trat in ganz Westdeutschland auf (unter anderem beim Sommerfest des Bundeskanzlers) und veröffentlichte 1978 das Album Terra Contact auf dem Label Hörzu. Im folgenden Jahr wurde Let’s Swing: Jazz zum Mitmachen – ein kurzer Jazzkurs von Dave Kamien und Dietrich Schulz-Köhn im Fernsehsender WDR uraufgeführt, und erschien mit einem begleitenden Buch, Notenblättern und einer Doppel-LP. Daran nahmen europäische und amerikanische Musiker teil, darunter Slide Hampton, Wilton Gaynair, Carmell Jones und Kollegen von der Dave Kamien Division, darunter Uli Launhardt, Jürgen Königs, John C. Marshall und Lamont Hampton. Let’s Swing führte zu weiteren Fernseh-Produktionen; Kamiens letzte in Deutschland war 1979 Weihnachten in Ettal, ein musikalisches Spektakel, das in einem süddeutschen Kloster Ettal spielte und an dem Ray Charles, Sarah Jordan Powell, Donna Lynton, Rick Abao, der Munich Gospel Choir und mehrere Mitglieder der Dave Kamien Division beteiligt waren. Nach 25 Jahren in Deutschland, zog Kamien mit seiner Frau 1981 zurück in die Vereinigten Staaten.
Nach seiner Rückkehr nach New York war Kamien in einer Reihe von Musikproduktionen aktiv, schuf eine von der Kritik gut aufgenommene Interpretation von Richard Wagners Oper Die Walküre und begann an einer musikalischen Adaption der Geschichte von Robin Hood zu arbeiten. Gleichzeitig erweiterte er sein Interesse am Grafikdesign und betätigte sich schließlich fast ausschließlich in diesem Bereich; bis wenige Jahre vor seinem Tod übte er grafische Arbeiten aus. 2012 verließ er New York, lebte fünf Jahre in Vermont und zog schließlich 2017 mit seiner Familie nach Springfield.

## Publikationen (Auswahl)
- Dietrich Schulz-Köhn mit Dave Kamien: Let’s swing. Jazz zum Mitmachen. Verlagsgesellschaft Schulfernsehen, Köln 1979.

## Diskographische Hinweise
- Dave Kamien Division: Terra Contact (Hörzu, 1977), mit Markus Stockhausen, Hugo Read, Wollie Kaiser, Jürgen Königs, Heijo Wagner, Holger Claussen, Uli Launhardt, Keith Castonie, Willy Ketzer, Bernd Adamkewitz, Martin Hanna
- Let’s Swing (VGS, 1979), mit Carmell Jones, Slide Hampton, Wilton Gaynair, Dave Kamien, John C. Marshall, Bert Thompson, Willy Ketzer[2]